# The Crown Jewels (Queen)

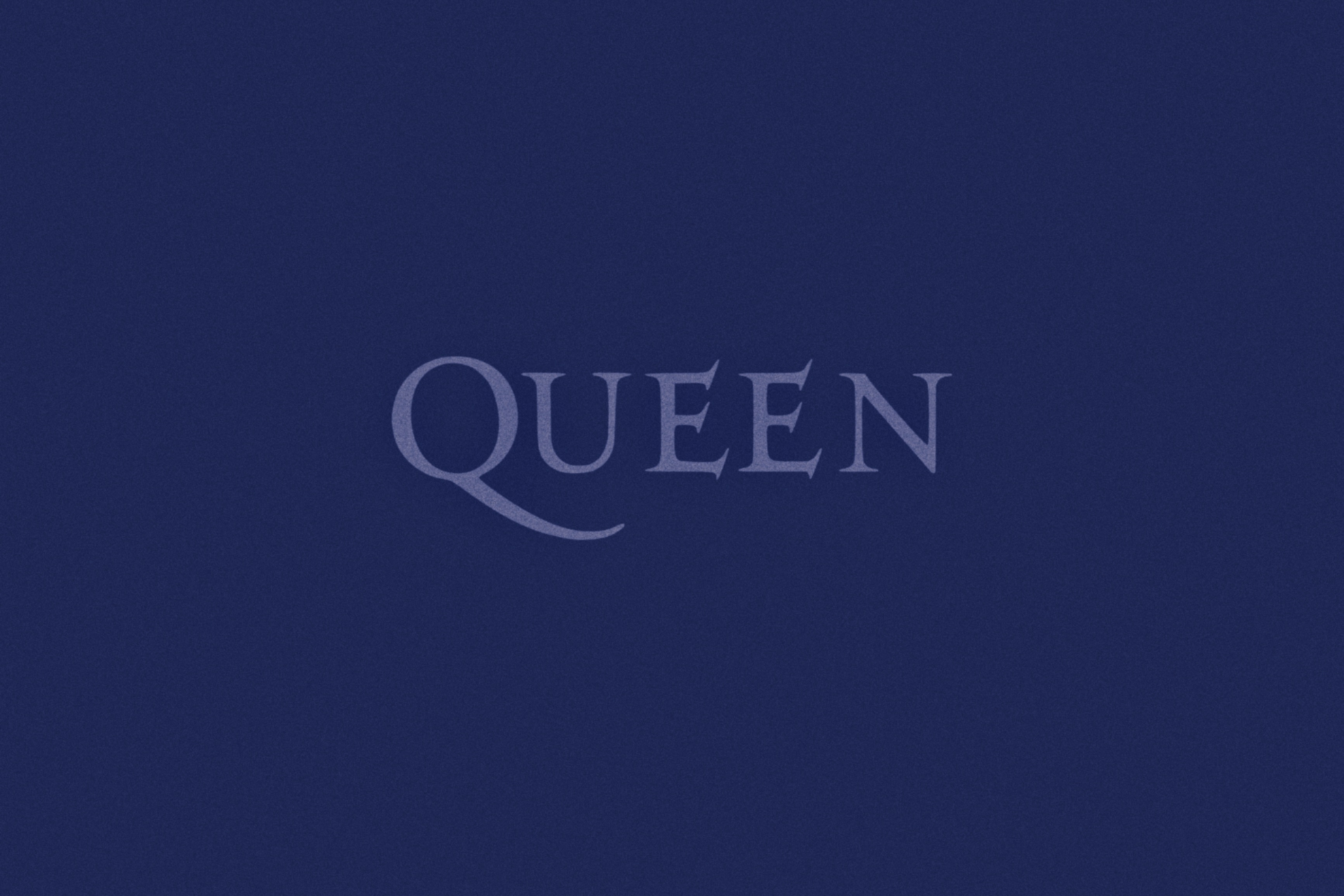

The Crown Jewels: 25th Anniversary Boxed Set è un box set del gruppo rock britannico Queen pubblicata nel 1998 dall'etichetta discografica Hollywood Records.

## Elenco
Contiene 8 album e venne pubblicato per celebrare il 25º anniversario dell'uscita del primo album. La raccolta comprende la discografia in studio degli anni settanta ad esclusione della colonna sonora del film Flash Gordon.
1. Queen
2. Queen II
3. Sheer Heart Attack
4. A Night at the Opera
5. A Day at the Races
6. News of the World
7. Jazz
8. The Game.

## Tracce

### Disco 1
- Queen

1. Keep Yourself Alive – 3:46
2. Doing All Right – 4:09
3. Great King Rat – 5:41
4. My Fairy King – 4:08
5. Liar – 6:26
6. The Night Comes Down – 4:23
7. Modern Times Rock'n'Roll – 1:48
8. Son And Daughter – 3:21
9. Jesus – 3:44
10. Seven Seas Of Rhye... – 1:15

### Disco 2
- Queen II

1. Procession – 1:12
2. Father To Son – 6:13
3. White Queen (As It Began) – 4:35
4. Some Day One Day – 4:22
5. The Loser In The End – 4:03
6. Ogre Battle – 4:07
7. The Fairy Feller's Master-Stroke – 2:33
8. Nevermore – 1:26
9. March Of The Black Queen – 6:33
10. Funny How Love Is – 2:50
11. Seven Seas Of Rhye – 2:48

### Disco 3
- Sheer Heart Attack

1. Brighton Rock – 5:10
2. Killer Queen – 3:00
3. Tenement Funster – 2:47
4. Flick Of The Wrist – 3:17
5. Lily Of The Valley – 1:45
6. Now I'm Here – 4:14
7. In The Lap Of The Gods – 3:22
8. Stone Cold Crazy – 2:16
9. Dear Friends – 1:08
10. Misfire – 1:49
11. Bring Back That Leroy Brown – 2:15
12. She Makes Me (Stormtrooper In Stilettoes) – 4:09
13. In The Lap Of The Gods... Revisited – 3:46

### Disco 4
- A Night at the Opera

1. Death On Two Legs – 3:43
2. Lazing On A Sunday Afternoon – 1:07
3. I'm In Love With My Car – 3:05
4. You're My Best Friend – 2:52
5. '39 – 3:31
6. Sweet Lady – 4:03
7. Seaside Rendezvous – 2:15
8. The Prophet's Song – 8:21
9. Love Of My Life – 3:39
10. Good Company – 3:23
11. Bohemian Rhapsody – 5:54
12. God Save The Queen – 1:18

### Disco 5
- A Day at the Races

1. Tie Your Mother Down – 4:47
2. You Take My Breath Away – 5:08
3. Long Away – 3:33
4. The Millionaire Waltz – 4:54
5. You And I – 3:25
6. Somebody To Love – 4:56
7. White Man – 4:59
8. Good Old Fashioned Lover Boy – 2:54
9. Drowse – 3:45
10. Teo Torriate (Let Us Cling Together) – 5:57

### Disco 6
- News of the World

1. We Will Rock You – 2:02
2. We Are The Champions – 3:01
3. Sheer Heart Attack – 3:27
4. All Dead All Dead – 3:11
5. Spread Your Wings – 4:35
6. Fight From The Inside – 3:03
7. Get Down Make Love – 3:51
8. Sleeping On The Sidewalk – 3:08
9. Who Needs You – 3:06
10. It's Late – 6:26
11. My Melancholy Blues – 3:35

### Disco 7
- Jazz

1. Mustapha – 3:00
2. Fat Bottomed Girls – 4:16
3. Jealousy – 3:13
4. Bicycle Race – 3:02
5. If You Can't Beat Them – 4:15
6. Let Me Entertain You – 3:02
7. Dead On Time – 3:22
8. In Only Seven Days – 2:28
9. Dreamers Ball – 3:30
10. Fun It – 3:29
11. Leaving Home Ain't Easy – 3:14
12. Don't Stop Me Now – 3:29
13. More Of That Jazz – 4:20

### Disco 8
- The Game

1. Play The Game – 3:31
2. Dragon Attack – 4:19
3. Another One Bites The Dust – 3:37
4. Need Your Loving Tonight – 2:49
5. Crazy Little Thing Called Love – 2:44
6. Rock It (Prime Jive) – 4:33
7. Don't Try Suicide – 3:52
8. Sail Away Sweet Sister (to the sister I never had) – 3:33
9. Coming Soon – 2:50
10. Save Me – 3:52